# Hans Stingl
Hans Stingl (5. prosince 1832 Krsy – 28. září 1893 Kremže) byl rakouský právník, organizátor německé tělovýchovy a politik německé národnosti původem z Čech, v 2. polovině 19. století poslanec Říšské rady.

## Biografie
Byl synem hostinského. Vystudoval gymnázium v Plzni a Praze. Maturoval roku 1852. Studoval práva na Karlo-Ferdinandově univerzitě v Praze a Vídeňské univerzitě. V roce 1858 získal ve Vídni titul doktora práv. Od roku 1859 působil jako koncipient v advokátní kanceláři v dolnorakouské Kremži. V letech 1867–1868 byl advokátem v Mistelbachu a pak si otevřel vlastní kancelář v Kremži. Kromě toho byl veřejně a politicky aktivní. Angažoval se v tělovýchově. V roce 1862 inicioval vznik místní organizace Turnverein v Kremži a podobně se angažoval v zakládání hasičských jednot. Podílel se na formulování prvních rakouských stanov turnvereinu a organizování sjezdu německých tělocvičných jednot ve Výmaru v roce 1868. V roce 1870 odmítal oddělení hasičského hnutí od německé tělovýchovy. Byl též u vzniku školského spolku Deutscher Schulverein a vedl jeho organizaci v Kremži. V roce 1884 zakládal první župu německé nacionální tělovýchovy v Rakousku. Od roku 1876 zasedal s přestávkami v obecní radě v Kremži. V roce 1884 se účastnil ustavující schůze německého národního spolku Deutscher Böhmerwaldbund.
Působil krátce i jako poslanec Říšské rady (celostátního parlamentu Předlitavska), kam usedl v doplňovacích volbách roku 1886 za kurii městskou v Čechách, obvod Rumburk, Krásná Lípa atd. Nastoupil 29. září 1886 místo Eduarda Stracheho, rezignaci oznámil dopisem 21. února 1887. Do parlamentu pak místo něj nastoupil Karl Hielle. Ve volebním období 1885–1891 se uvádí jako Dr. Hans Stingl, advokát, bytem Kremže.
Zpočátku byl orientován jako německý liberál (tzv. Ústavní strana). Na Říšské radě se připojil k poslanecké frakci Deutscher Club (Německý klub). Později ale z klubu odešel a složil mandát poslance. Později se nacionálně radikalizoval a v závěru své politické dráhy patřil mezi stoupence antisemitského nacionalismu Georga von Schönerera (tzv. Deutschnationale Vereinigung).
Zemřel po dlouhé nemoci v září 1893.